# Søften
Søften er en by i Østjylland med 3.119 indbyggere  (2024), beliggende i Søften Sogn, cirka 12 kilometer fra Aarhus og cirka 3 kilometer fra Hinnerup centrum. Byen hører til Region Midtjylland og ligger i Favrskov Kommune. Søften er stort set vokset sammen med Hinnerup mod nordvest. Byområderne har tilsammen 
11.583 indbyggere (2024).
I Søften er en ny bydel i disse år ved at blive opført, hvor Elgårdsmindeparken ligger.
I byen ligger Præstemarkskolen, hvor der er elever fra 0 – 9 klasse. Skolen modtager ligeledes elever fra Korsholmskolen, disse elever kommer ind i 7. klasse.
Søften ligger tæt ved motorvej E45 og tæt på det nordlige Aarhus. Der er i 2010 opført en ny motorvej, Djurslandsmotorvejen, som tiltrækker mange firmaer. I 2013 åbnede en ny tilkørsel til Djurslandsmotorvejen, som gør det muligt at komme på motorvejen fra Søften uden at skulle ind omkring rundkørslerne i Skejby.
I Søften midtby er der 2 Dagligvarebutikker, (Rema 1000 og Netto). Derudover kan man finde 2 køreskoler, to tankstationer, Sognegården og Søften Forsamlingshus i Søften midtby.
Blandt firmaerne i Søften erhvervsområde kan nævnes: Carlsberg, XL Byg, Kohberg, GLS, DCC, Skatepro, PanzerGlass, 3 firmaer med flere tusinde containere, møbelfabrik, Frugt & grønt Århus, Eurofrugt, BMS, Bridgestone, flyttefirmaer, Danfoss, Scan Choco, Furnipart m.fl.